# French Fuse
French Fuse, de son vrai nom Jerry Manoukian, est un compositeur et multi-instrumentiste originaire d’Aix-en-Provence.
Ce projet, qui rassemble aujourd’hui des millions de followers, a émergé sur les réseaux sociaux en 2016.
À ses débuts, French Fuse était un duo composé de Jerry et de son ami Benjamin Lasbleis. Depuis juillet 2024, Jerry continue l’aventure en solo.

## Identité du groupe
Le nom du groupe évoque la fusion de deux Français intéressés par la musique électronique et par la scène électro française. 
Dans leur premier EP Quintologie, les deux musiciens transforment des bruits agressifs du quotidien (alarme incendie, sonnerie de téléphone, sirènes d’ambulance…) en une composition musicale avec des airs de trombone, de guitare, de piano et de beatbox. Certains de leurs morceaux reprennent des références culturelles populaires : répliques de films culte, slogans publicitaires,, jingles,,, chansons Disney…
En 2017 ils participent à l'émission "La France a un incroyable talent,. Ils remixent aussi des discours du Président Macron sur l'épidémie du Coronavirus,,,...
Leurs inspirations sont hétéroclites : l’influence d’autres groupes de French Touch, ainsi que d’autres genres musicaux : la musique de films, le jazz, le pop/rock, le classique, la musique psychédélique des années 70 et l’ancien électro des années 1990-2000.
Coiffés respectivement d’un bonnet rouge et d’un bonnet bleu et masqués de lunettes de soleil, Jerry et Ben, apparaissent habituellement assis dans leur canapé, un launchpad[précision nécessaire] et un synthétiseur sur les genoux.

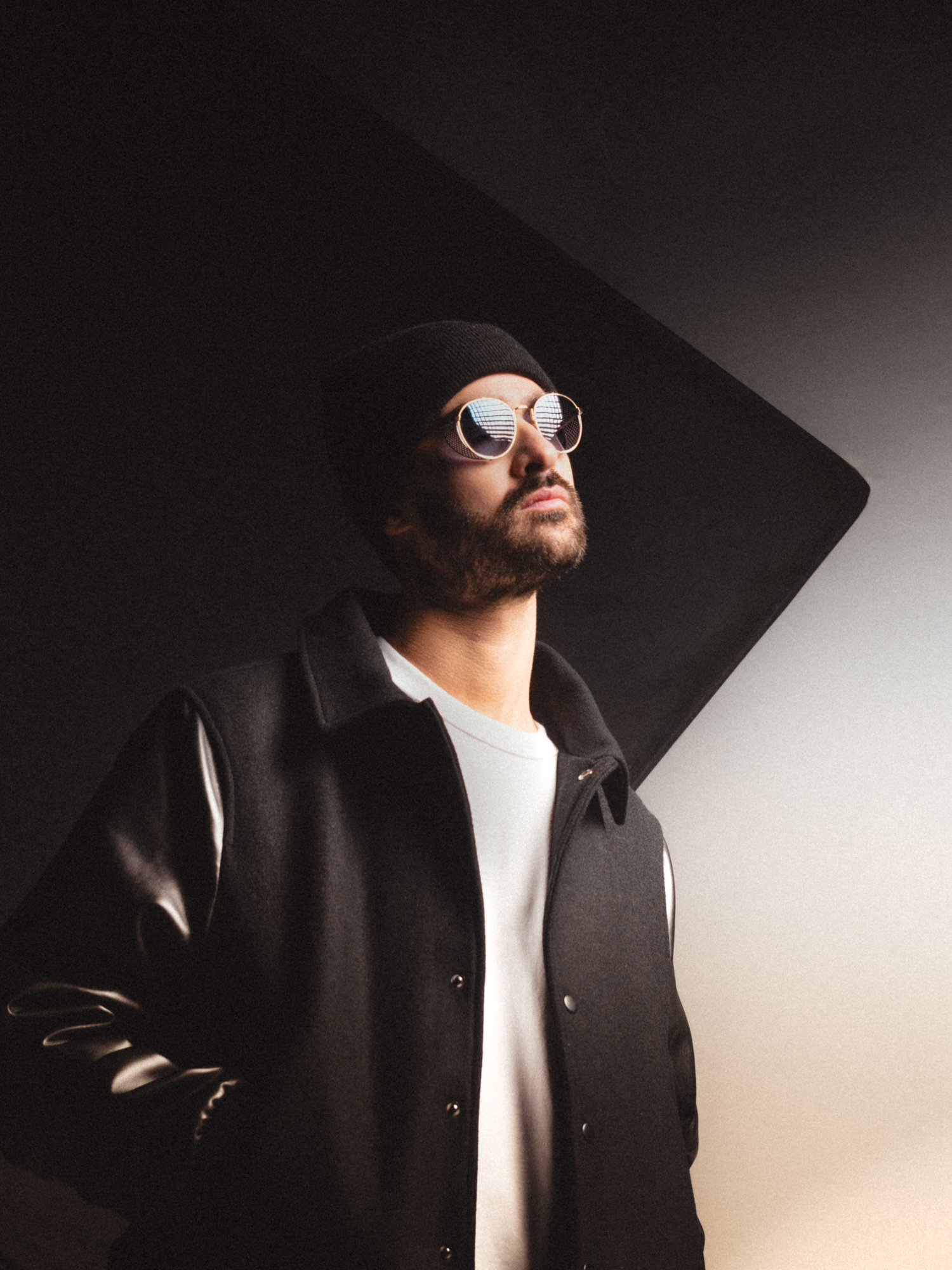

## Carrière
Benjamin et Jerry se rencontrent en 2008 en école de jazz et musiques actuelles à l’Institut Musical de Formation Professionnelle (IMFP). Jerry joue du piano et Benjamin du trombone et fait du beatboxing. En 2015, ils réussissent le concours d’entrée au conservatoire d’Aix en Provence, où ils obtiennent tous les deux le premier prix du conservatoire avec les félicitations du jury. 
Ensuite, Benjamin entre à l'Institut d'Enseignement Supérieur de la Musique (IESM) - Europe et Méditerranée et Jerry devient pianiste au Ballet National de Marseille. 
Le groupe a commencé grâce à une vidéo postée sur YouTube où on les voit tous les deux dans une voiture arranger le son du bip de la ceinture de sécurité,. L’idée leur est venue de mettre ce son en musique après que Benjamin Lasbleis s’amusait souvent à jouer du beatbox dessus. Le groupe gagne peu à peu en notoriété jusqu'à ce que soit publié un remix sur des jingles publicitaires, leur nombre du vues explose et leur carrière à deux prend de l'ampleur.
Le jour où ils signent leur contrat[Quand ?] avec Universal avec le label Barclay, Alex Lutz les invite à jouer à la 28e Nuit des Molières 2016. Depuis 2017 French Fuse réalise des tournées et participe à des festivals, en France, en Suisse, en Belgique, au Luxembourg, mais aussi Outre-Mer (La Réunion, Nouvelle-Calédonie) et à l’étranger (Algérie, etc.), notamment en première partie de Bigflo et Oli en 2018.
Benjamin Lasbleis et Jerry Manoukian réalisent eux-mêmes leurs vidéos et leurs morceaux, à l’exception de titres comme Keep Going où ils mixent avec Atome ou C2C et Don’t Stop pour lequel ils confient à Bastien Sablé la réalisation du clip.  
Ils ont remixé des musiques de publicités et travaillent aussi pour la radio,,,,, et la télévision.
En Février 2022, Jerry (au bonnet bleu) se lance en carrière solo avec son premier titre "Happiness".
En Septembre 2022, le duo participe au concert du Z Event 2022 au Zenith de Montpellier.
En 2024, après avoir donné des centaines de concerts, Jerry poursuit l’aventure French Fuse en solo. Il en profite pour adopter un nouveau style et faire évoluer sa direction artistique. Le piano, son instrument de prédilection, devient le fil conducteur de son projet.
Il entame alors une diffusion régulière de nouvelles compositions sur les plateformes de streaming.
À la fin de l’année 2024, Jerry rassemble plusieurs millions d’abonnés sur les réseaux sociaux. Parallèlement, il compose des musiques pour des publicités et crée des œuvres sur mesure pour des marques et des événements.

## Discographie
- Premier EP : Quintologie en 2017 (Intrusion fuse, Police fuse, Emergency fuse, Fire fuse, Funeral fuse)[29]
- Single : Coccinelle en 2017
- Single : Don’t Stop en 2018
- Single : Keep Going en 2019
- Single : Stay at Home en 2020
- Single : Lavabo mi Amor en juillet 2020